# 莫克利亞基 (普里盧基區)
50°24′26″N 32°27′45″E / 50.40722°N 32.46250°E
莫克利亞基（烏克蘭語：Мокляки），是烏克蘭的村落，位於該國北部切爾尼戈夫州，由普里盧基區負責管轄，始建於1700年，面積0.96平方公里，海拔高度118米，2001年人口178，人口密度每平方公里184.8人。